# Pointe-Noire (département)
Le département de Pointe-Noire est un département de la république du Congo instauré en 2003 par élévation de la ville de Pointe-Noire au statut de département (qui devient ainsi analogue à la commune correspondante). Outre Pointe-Noire, qui compte six arrondissements et une population de 1 398 812 habitants,, la petite Tchamba Nzassi, qui compte 21 800 habitants, fait partie du département.,
|                                    | Kouilou      |         |
| Golfe de Guinée (océan Atlantique) | Pointe-Noire | Kouilou |
|                                    |              | Cabinda |